# John Joe O'Shea
John Joe O'Shea (Bantry, 13 september 1951) is een Iers darter.
O'Shea bereikte de laatste 32, waarbij hij verloor van Alex MacKinnon uit Canada met 0-2. Hij bereikte de laatste 16 van het World Professional Darts Championship 1984 en verloor van John Lowe uit Engeland met 0-4.

## Resultaten op Wereldkampioenschappen

### BDO
- 1984: Laatste 16: (verloren van John Lowe 0-4)

### WDF
- 1983: Laatste 16: (verloren van Luc Marreel 2-4)
- 1991: Laatste 32: (verloren van Eric Burden 3-4)
- 1993: Laatste 64: (verloren van Albert Anstey)
- 1995: Laatste 16: (verloren van Wayne Weening 1-4)